# Грамотин, Алексей Петрович
Алексей Петрович Грамотин (1801—1874) — российский военный деятель, генерал-лейтенант (1858), участник Кавказских походов.

## Биография
Алексей Петрович Грамотин родился в 1801 году, происходил из дворян Смоленской губернии. Образование получил в Смоленском кадетском корпусе, из которого выпущен 3 апреля 1816 года прапорщиком в полевую пешую артиллерию с назначением в 19-ю артиллерийскую бригаду, расположенную на Кубани.
Начиная с того времени практически вся военная служба Грамотина протекала на Кавказе в постоянных походах против горцев. В 1819 году он за отличие в походе против акушнинцев был награждён орденом Св. Анны 4-й степени. В кампании 1826 года против Персии Грамотин заслужил орден Св. Анны 3-й степени с бантом и в 1830 году за отличие против горцев получил орден Св. Владимира 4-й степени с бантом и чин штабс-капитана. 11 сентября 1832 году ему была пожалована золотая полусабля с надписью «За храбрость».
Произведённый в капитаны, Грамотин в 1834 году был назначен командиром лёгкой № 5 батареи 21-й артиллерийской бригады и в следующем году, 1 декабря, за беспорочную выслугу 25 лет в офицерских чинах был награждён орденом Св. Георгия 4-й степени (№ 5325 по кавалерскому списку Григоровича — Степанова).
В 1837 году Грамотин за отличие получил чин подполковника. В кампании 1839 года Грамотин участвовал в походе в Южный Дагестан, где за отличие при взятии штурмом селения Ахты был награждён орденом Св. Станислава 2-й степени с императорской короной. Тогда же он находился в делах при окончательном покорении Ахтинского и Рутульского округов.
В 1845 году Грамотин был произведён в полковники и в следующем году назначен командиром Самурского пехотного полка, однако отказался переходить из артиллерии в пехоту и остался на прежней должности командира 5-й батареи. Через два года он получил в командование 19-ю артиллерийскую бригаду (19-я пехотная дивизия) и получив 6 декабря 1848 года чин генерал-майора, в 1850 году был назначен командиром 20-й артиллерийской бригады (20-я пехотная дивизия).
13 июля 1851 года Грамотин командовал всей артиллерией в сражении с горцами на Гамашинских высотах и за полное разбитие полчищ Шамиля был награждён орденом Св. Анны 1-й степени (в начале 1852 года).
В 1852 году он был назначен начальником центра Кавказской линии, но с началом Восточной войны перешёл в действующую армию и участвовал в многочисленных сражениях с турками в Закавказье, за отличие в 1854 году получил императорскую корону к ордену Св. Анны 1-й степени.
По окончании военных действий Грамотин вернулся к прежней должности, но в 1856 году из-за болезни оставил строевую службу и был зачислен состоять при Кавказской армии, тогда же он был награждён орденом Св. Владимира 2-й степени с мечами. Некоторое время спустя Грамотин был назначен генералом для особых поручений при главнокомандующем Кавказской армией. 17 апреля 1858 года произведён в генерал-лейтенанты и в 1861 году награждён орденом Белого орла.
Грамотин скончался 10 мая 1874 года.